# Чибиряев, Александр Львович
Александр Львович Чибиряев (Пустой шаблон {{ВД-Преамбула}} ) — советский и российский хоккеист, нападающий.

## Биография
Воспитанник воскресенского «Химика», в сезоне 1989/90 играл за команду второй лиги «Станкостроитель» Рязань. Два сезона провёл в армейских командах СКА МВО Тверь (1990/91) и ЦСКА-2 (1991/92). В сезоне 1992/93 выступал за «Химик» и рязанскую команду, переименованную в «Вятич». Следующие шесть сезонов провёл в МХЛ и Суперлиге в составе «Химика» (1993/94 — 1994/95, 1997/98 — 1998/99) и магнитогорского «Металлурга» (1995/96 — 1996/97). Сезон 1999/2000 отыгал в ХК ЦСКА. Летом 2000 года был в составе «Кристалла» Саратов, но в сезоне на профессиональном уровне не выступал. В сезоне 2001/02 — в составе любительского клуба «Вастомъ» Москва. Играл в низших лигах за «Липецк» (2002/03, 2004/05), «Воронеж» (2003/04), «Владимир» (2004/05), «Рязань» (2004/05 — 2005/06).
Скончался 22 января 2011 года в возрасте 40 лет. Похоронен на Воскресенском городском кладбище.